# Expeditie Robinson: NL vs BE
Expeditie Robinson: NL vs BE is een speciaal seizoen tussen de Nederlandse versie en de Belgische versie van Expeditie Robinson. In Nederland was het programma exclusief op het video-on-demanddienst van RTL genaamd Videoland te bekijken, in België werd het uitgezonden op televisiezender VIER. De presentatie van het programma was in handen van de Nederlandse Geraldine Kemper en de Belg Bartel Van Riet.
In de periode van 2000 tot 2012 produceerden Nederland en België al eerder samen het programma, sindsdien ging Nederland zonder België verder en keerde België in 2018 pas terug met een eigen seizoen.

## Expeditieleden
In tegenstelling tot de reguliere versie van Nederland waar sinds het elfde seizoen uit 2010 enkel bekende mensen aan deelnamen, deden er in deze editie weer enkel onbekende deelnemers mee. De kandidaten werden begin januari 2020 bekendgemaakt.
In deze speciale editie deden de volgende kandidaten mee:
| Naam                    | Beroep                        | Kamp                       | Resultaat           |
| ----------------------- | ----------------------------- | -------------------------- | ------------------- |
| Thomas Roobrouck        | zelfstandig elektricien       | Noord                      | Winnaar             |
| Koen Loomans            | militair                      | Noord / Zuid               | Verliezend finalist |
| Elroy Lemmens           | militair                      | Zuid / Noord               | Verliezend finalist |
| Jorik Benoit            | voetbalintermediair           | Zuid / Noord               | 4e                  |
| Anouk van der Horst     | koffie-expert                 | Zuid / Noord               | 5e                  |
| Kevin Van Goethem       | steward                       | Noord                      | 6e                  |
| Ruth Tuyteleers         | onderofficier                 | Noord / Zuid               | 7e                  |
| Herman Roelink          | uroloog                       | Zuid / Noord               | 8e                  |
| Nelleke Verkaart        | model en sportschoolhouder    | Noord / Zuid / Wraakeiland | 9e                  |
| Niels Mattheus Katanga  | accountmanager                | Noord / Zuid               | 10e                 |
| Natassia Van Kerkvoorde | model en verpleegkundige      | Zuid                       | 11e                 |
| Farah Cuyvers           | blogger en coach              | Noord / Wraakeiland        | 12e                 |
| Eva Schouten            | hoofdconducteur               | Zuid / Noord / Wraakeiland | 13e                 |
| Dennis Spanhaak         | trappenmaker                  | Zuid / Wraakeiland         | 14e                 |
| Liesbet Drobé           | psychiatrisch verpleegkundige | Noord / Wraakeiland        | 15e                 |
| Aisha de Groot          | dansschoolhouder              | Zuid / Wraakeiland         | 16e                 |

De eerste tien kandidaten hebben de samensmelting weten te behalen.

## Trivia
- De Nederlandse Herman is met 48 jaar de oudste deelnemer van het seizoen en de Belgische Farah met 26 jaar de jongste.
- Tijdens het vijfde seizoen in 2004 werd ook een kampindeling gemaakt op basis van land van herkomst (Nederland vs. België).